# Francesc de Montpensier
Francesc de Montpensier, esmentat com a Francesc de Borbó, Francesc de Borbó-Montpensier i Francesc de Borbó-Vendôme, (1542 - Lisieux, 1592) fou un príncep de la sang de la casa de Borbó que fou duc de Montpensier, delfí d'Alvèrnia, comte de Forès, príncep de Dombes i baró de Beaujeu. Fou un amic proper de la família reial de Valois. En 1566, es va casar amb Renata d'Anjou-Mezieres.

## Família
Francesc de Borbó fou l'únic fill de Lluís III, duc de Montpensier i de la seva primera esposa Jacqueline de Longwy. Es va casar amb Renata d'Anjou-Mezieres (mort el 1574) el 1566 i van tenir un sol fill Enric de Montpensier (1573-1608).

## Biografia
Va participar en diverses campanyes militars lluitant sovint al costat del seu pare contra els protestants i el 1562 va estar al setge de Rouen, el 1569 a les batalles de Jarnac i de Montcontour i el 1572 a la massacre d'Anvers. Després de la captura de Saint-Jean d'Angely el 1569, va ser responsable de la lluita a Santonya, però va fracassar. Durant les guerres de religió, el príncep-delfí va tenir la responsabilitat de diversos governs: en primer lloc, al centre de França (Anjou, Turena, Maine, Orleans, etc.), i després al Delfinat del Vienès (1567). El 1574 va ser nomenat governador general del Llenguadoc i Delfinat, províncies que llavors estaven en mans dels protestants.
Enric III de França el va fer cavaller de les seves ordres a la promoció del 31 de desembre de 1579 i el va enviar al Regne d'Anglaterra.
Al llarg de la seva vida, aquest home de sang Borbó va acumular nombrosos títols. Fins a la mort del seu pare el 1582, només s'esmenta amb el títol de príncep-delfí. Llavors, a l'edat de quaranta anys, es va convertir en duc de Montpensier i delfí, comte, príncep i baró de les altres possessions. Francesc fou el 16è príncep sobirà de Dombes, i apareix amb els títol de duc de Châtellerault, vescomte de Brosse i altres. En 1566, es va casar amb Renata d'Anjou, marquesa de Mezieres i comtessa de Saint-Fargeau, que tenia només 16 anys al moment del casament. El 1573, la parella va tenir un fill, Enric. En 1574 Francesc va perdre a la seva dona i va sentir un gran dolor.
El 1589 fou nomenat governador de Normandia on va derrotar els "Gautiers" pagesos organitzats per defensar els seus béns, les seves dones i els seus fills contra els bandits i els soldats indisciplinats; però després havien passat al servei del comte de Brissac dins la Lliga. Encara gelós catòlic, ell es va negar rotundament a entrar a la Santa Lliga encapçalada per la família Guisa. Fou un fidel suport d'Enric III de França. Quan Enric III va morir, es va unir a Enric IV i va participar en les jornades d'Arques, d'Ivry i a totes les altres operacions de 1590 i 1591. El 1591, va participar en el setge de Rouen i va morir l'any següent a Lisieux el 2 de juny de 1592. Va ser enterrat a la capella de Saint-Louis a Champigny.